# Hubert Salentin
 (mars 2020).
Si vous disposez d'ouvrages ou d'articles de référence ou si vous connaissez des sites web de qualité traitant du thème abordé ici, merci de compléter l'article en donnant les références utiles à sa vérifiabilité et en les liant à la section « Notes et références ».
Johann Hubert Salentin (né le 15 janvier 1822 à Zülpich et mort le 7 juillet 1910 à Düsseldorf) est un peintre allemand, associé à l'École de peinture de Düsseldorf.
Certaines de ses peintures sont exposées au Homemuseum de Zülpich.

## Bibliographie

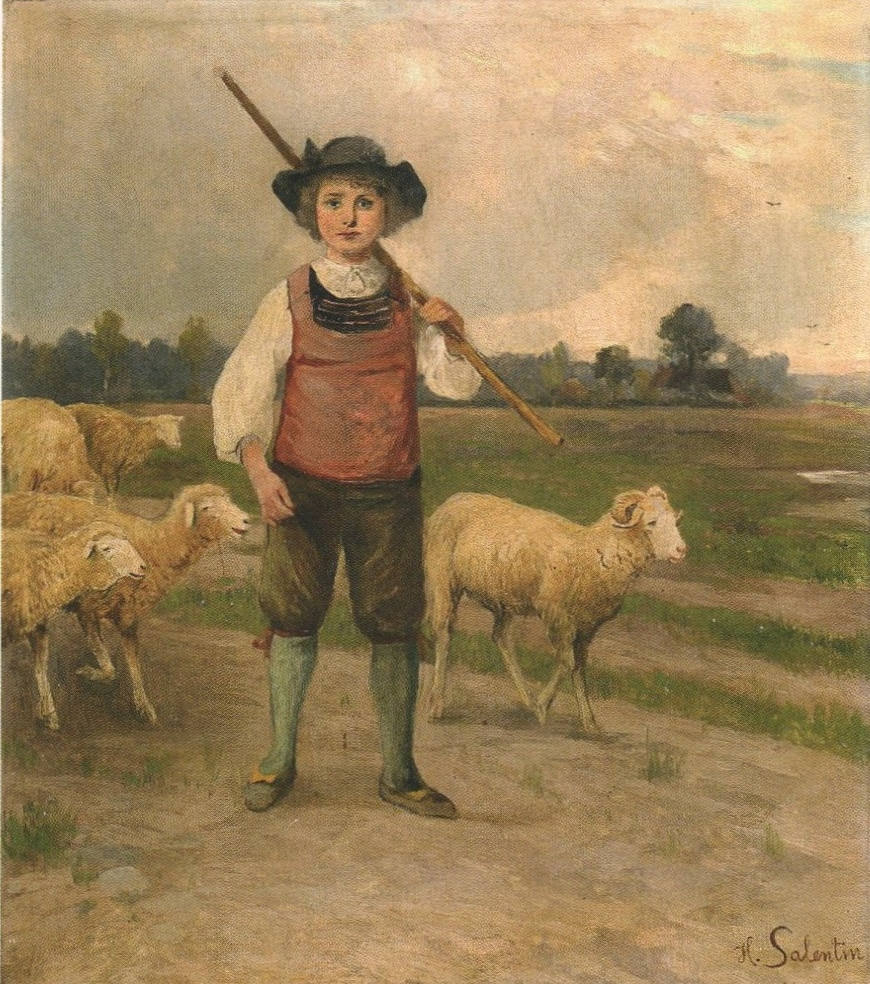
Der Hirtenjunge